# John Bolton (auteur)
Pour les articles homonymes, voir John Bolton et Bolton.
John Bolton est un illustrateur et auteur de bande dessinée britannique, né le 23 mai 1951 à Londres.
Il est connu pour son style photoréaliste et a réalisé de nombreux comics pour des éditeurs américains : Dark Horse Comics, DC Comics, etc.

## Œuvres traduites
- Marada la Louve, avec Chris Claremont, Delcourt :

1. Marada la Louve, 1986.
2. Le Sorcier des abysses, 1987.

- Chronique du temps où Kull était roi, avec Doug Moench, Delcourt :

1. Carnage, 1987.

- Le Masque à l'envers, avec divers scénaristes, Comics USA, 1990.
- À poil, le Nounours !, avec Ann Nocenti, Comics USA, 1990.
- Harlequin Valentine, avec Neil Gaiman, Carabas, 2003[1].
- God Save the Queen, avec Mike Carey, Panini Comics, coll. « Vertigo Graphic Novel », 2008.

## Prix et récompenses
- 1990 :  Prix Caran-d'Ache de l'illustrateur étranger, pour l'ensemble de son œuvre
- 1996 : Prix Eisner du meilleure peintre pour son travail sur Batman : Man-Bat
- 1998 :  Prix Haxtur de la meilleure histoire longue pour The Black Dragon (avec Chris Claremont)